# Salto del Tequendamita

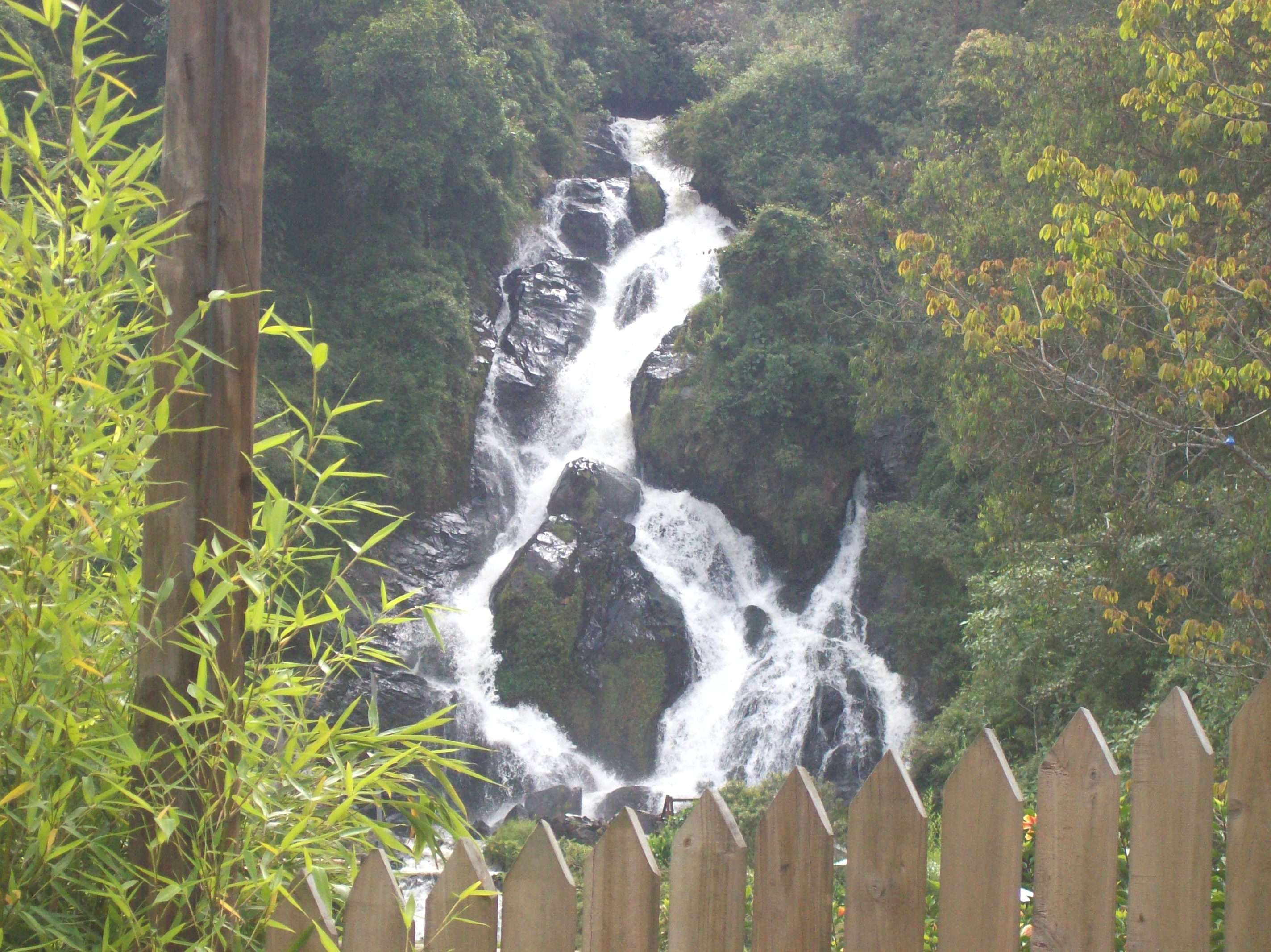
El Salto del Tequendamita.

El Salto del Tequendamita es una pequeña cascada natural de Colombia ubicada en el municipio de El Retiro, en la carretera que conduce desde éste hacia La Ceja, ambos en el oriente del departamento de Antioquia. Está ubicado exactamente en la zona rural de El Retiro a 7 kilómetros de la cabecera municipal. Es considerado patrimonio turístico de Antioquia y recibe su nombre del Salto del Tequendama, una cascada ubicada en el departamento de Cundinamarca.
Es un salto de 20 metros de altura de la quebrada La Chuscala en la vereda Don Diego, y a su alrededor hay diversas atracciones, restaurantes, tiendas de comestibles, entre otros, lo que lo hace popular entre los visitantes de la región.